# Svend Meulengracht Madsen
Svend Meulengracht Madsen (Vejle, 1897. március 17. – Gentofte, 1990. szeptember 10.) olimpiai bajnok dán tornász.
Az 1920. évi nyári olimpiai játékokon indult tornában és a szabadon választott gyakorlatok csapatversenyben aranyérmes lett.
Klubcsapata a Gymnastik- og Svømmeforeningen Hermes volt.
Testvérei, Vigo Meulengracht Madsen és Hans Meulengracht Madsen olimpiai érmesek.